# Eduard Gelabert i Fiet
Eduard Gelabert i Fiet (Cornellà de Llobregat, 1886 – 1973) fou un historiador local aficionat i funcionari català, secretari del jutjat de l'Ajuntament de Cornellà de Llobregat entre els anys 1911 i 1934.
Eduard Gelabert es va casar amb Maria Anfruns Torres amb qui va tenir tres fills, Romà (1914-1929), Pere (1921-1934) i Filomena (s. d.). Provenia de la família de la vila de Gràcia, establerta a Cornellà a l'any 1880. El seu pare Ramon Gelabert i Buscà, també fou el secretari municipal i, després de la seva mort, l'Eduard —que encara no tenia divuit anys— va començar a exercir el càrrec a l'Ajuntament amb caràcter interí. Va regir la Secretaria del Jutjat de l'Ajuntament de Cornellà fins a l'any 1934.
El 1939 Gelabert es va afiliar a la Falange Espanyola de les JONS i, la dècada següent, l'any 1948, va promoure la societat Amics de l'Art Vell i de les Tradicions, l'objectiu del qual era la difusió dels costums populars cornellanencs i va convocar diferents premis d'investigació històrica. L'any 1973 es va publicar de manera pòstuma la seva la monografia Cornellà de Llobregat: Història, Arquitectura i Folklore, pocs mesos després de la seva mort.